# 通話表
通話表（つうわひょう、フォネティックコード）とは、無線電話で通信文の聞き間違いを防ぐために制定された規則である。帯域が狭く、歪や雑音の多い無線電話で、話者の発音の癖などがあっても、原文を一文字ずつ正しく伝達する目的で生まれた。

## 欧文通話表
欧文通話表（ラテン文字）は、一般にフォネティックコード（phonetic code）と呼ばれる。アルファベットの「B」と「D」や「M」と「N」の様に、発音が似通っている言葉を弁別するため、国際電気通信連合で制定された。無線通信に限らず多くの業種で用いられ、ここから派生した規則もあり、主なものに北大西洋条約機構が制定した「NATOフォネティックコード」がある。例えば、" ALPHABET"という文字列を伝えるときには Alfa Lima Papa Hotel Alfa Bravo Echo Tango と送る。
現行の表は、国際民間航空機関の国際民間航空条約に基づき、使用が義務付けられている（雑音や混信などにより、この表現でも認識できない場合は、地名・人名で表すなど別の表現を使ってもよいとされている。デルタ航空（Delta Airlines）との誤認を避けるため、D については Delta の代わりに Data, Dixie, David が使われることがある）。
また、緊急時（たとえば敵勢標的に攻撃する「Fire」を表現する場合など）は省略されることもあり、「フォックストロット/Foxtrot」が「フォックス/Fox」となる派生形も存在する。
| 文字 | 使用する語 | 文字 | 使用する語 | 文字 | 使用する語 |
| ---- | ---------- | ---- | ---------- | ---- | ---------- |
| A    | Alfa       | M    | Mike       | Y    | Yankee     |
| B    | Bravo      | N    | November   | Z    | Zulu       |
| C    | Charlie    | O    | Oscar      | 0    | Zero       |
| D    | Delta      | P    | Papa       | 1    | One        |
| E    | Echo       | Q    | Quebec     | 2    | Two        |
| F    | Foxtrot    | R    | Romeo      | 3    | Three      |
| G    | Golf       | S    | Sierra     | 4    | Four       |
| H    | Hotel      | T    | Tango      | 5    | Five       |
| I    | India      | U    | Uniform    | 6    | Six        |
| J    | Juliett    | V    | Victor     | 7    | Seven      |
| K    | Kilo       | W    | Whiskey    | 8    | Eight      |
| L    | Lima       | X    | X-Ray      | 9    | Nine       |

日本では、総務省令無線局運用規則別表第5号に定められており、英字の部分は上表と同一であるが、数字の部分が下表のように海上移動業務と航空移動業務に分けられている。
海上移動業務または航空移動業務の無線電話通信において固有の名称、略符号、数字、つづりの複雑な語辞等を一字ずつ区切って送信する場合と、航空移動業務の航空交通管制に関する無線電話通信において数字を送信する場合は、この表を使用しなければならない（同規則第14条第3項）。また、それ以外の無線電話通信においても、語辞を一字ずつ区切って送信する場合は、なるべくこの表を使用することとされている（同条第4項）。
第一級・第二級総合無線通信士、第一級・第二級・第三級海上無線通信士、第一級海上特殊無線技士、航空無線通信士および航空特殊無線技士の無線従事者国家試験ならびに第三級海上無線通信士、第一級海上特殊無線技士、航空無線通信士および航空特殊無線技士の養成課程修了試験に、この表を用いた送受信の電気通信術実技試験がある。 
| 数字        | 海上移動業務（国際通信） | 片仮名表記   | 航空移動業務          |
| ----------- | ------------------------ | ------------ | --------------------- |
| 0           | NADAZERO                 | ジロ         | ZERO (ZE-RO)          |
| 1           | UNAONE                   | ワン         | ONE (WUN)             |
| 2           | BISSOTWO                 | トゥー       | TWO (TOO)             |
| 3           | TERRATHREE               | トゥリー     | THREE (TREE)          |
| 4           | KARTEFOUR                | フォウアー   | FOUR (FOW-er)         |
| 5           | PANTAFIVE                | ファイフ     | FIVE (FIFE)           |
| 6           | SOXISIX                  | シックス     | SIX (SIX)             |
| 7           | SETTESEVEN               | セブン       | SEVEN (SEV-en)        |
| 8           | OKTOEIGHT                | エイト       | EIGHT (AIT)           |
| 9           | NOVENINE                 | ナイナー     | NINE (NIN-er)         |
| 00          |                          | ハンドレッド | HUNDRED (HUN-dred)    |
| 000         |                          | タウザンド   | THOUSAND (TOU-SAND)   |
| .（小数点） | DECIMAL                  | デシマル     | DECIMAL (DAY-SEE-MAL) |
| .（終点）   | STOP                     | ポイント     | POINT                 |

括弧内は発音。
海上移動業務の国内通信で使用する語は和文通話表と同一。

## 和文通話表
無線局運用規則別表第5号にて、下表のように定められており、四つ仮名などを間違えぬよう、海上移動業務または航空移動業務の無線電話通信において、固有の名称・略符号・数字・つづりの複雑な語辞等を一字ずつ区切って送信する場合と、航空移動業務の航空交通管制に関する無線電話通信において数字を送信する場合は、この表を使用しなければならない（同規則第14条第3項）。また、それ以外の無線電話通信においても、語辞を一字ずつ区切って送信する場合は、なるべくこの表を使用することと規定している（同条第4項）。
総合無線通信士、海上無線通信士、航空無線通信士、第一級・第二級海上特殊無線技士および航空特殊無線技士の国家試験、ならびに第三級・第四級海上無線通信士、第一級・第二級海上特殊無線技士、および航空特殊無線技士の無線従事者養成課程修了試験に、この表を用いた送受信の電気通信術実技試験があったが、2000年度（平成12年度）に廃止された。
「つうわひょう」を送る時には「つるかめのツ、上野のウ、わらびのワ、飛行機のヒ、吉野のヨ、上野のウ」と送る。濁音や半濁音を送るときには「〜に濁点」「〜に半濁点」と送る。例えば「かんづめ」を送るときには「為替のカ、おしまいのン、つるかめのツに濁点、明治のメ」と送る。郵便および通信を管轄していた旧逓信省由来の業務用語が多く見られる。
| 文字 | 綴り         | 文字 | 綴り       | 文字 | 綴り         | 文字 | 綴り         | 文字 | 綴り         |
| ---- | ------------ | ---- | ---------- | ---- | ------------ | ---- | ------------ | ---- | ------------ |
| ア   | 朝日のア     | イ   | いろはのイ | ウ   | 上野のウ     | エ   | 英語のエ     | オ   | 大阪のオ     |
| カ   | 為替のカ     | キ   | 切手のキ   | ク   | クラブのク   | ケ   | 景色のケ     | コ   | 子供のコ     |
| サ   | 桜のサ       | シ   | 新聞のシ   | ス   | すずめのス   | セ   | 世界のセ     | ソ   | そろばんのソ |
| タ   | 煙草のタ     | チ   | ちどりのチ | ツ   | つるかめのツ | テ   | 手紙のテ     | ト   | 東京のト     |
| ナ   | 名古屋のナ   | ニ   | 日本のニ   | ヌ   | 沼津のヌ     | ネ   | ねずみのネ   | ノ   | 野原のノ     |
| ハ   | はがきのハ   | ヒ   | 飛行機のヒ | フ   | 富士山のフ   | ヘ   | 平和のヘ     | ホ   | 保険のホ     |
| マ   | マッチのマ   | ミ   | 三笠のミ   | ム   | 無線のム     | メ   | 明治のメ     | モ   | もみじのモ   |
| ヤ   | 大和のヤ     |      |            | ユ   | 弓矢のユ     |      |              | ヨ   | 吉野のヨ     |
| ラ   | ラジオのラ   | リ   | りんごのリ | ル   | るすいのル   | レ   | れんげのレ   | ロ   | ローマのロ   |
| ワ   | わらびのワ   | ヰ   | ゐどのヰ   |      |              | ヱ   | かぎのあるヱ | ヲ   | 尾張のヲ     |
| ン   | おしまいのン | ゛   | 濁点       | ゜   | 半濁点       |      |              |      |              |

| 文字 | 綴り         |
| ---- | ------------ |
| 一   | 数字のひと   |
| 二   | 数字のに     |
| 三   | 数字のさん   |
| 四   | 数字のよん   |
| 五   | 数字のご     |
| 六   | 数字のろく   |
| 七   | 数字のなな   |
| 八   | 数字のはち   |
| 九   | 数字のきゅう |
| 〇   | 数字のまる   |

| 文字 | 綴り     |
| ---- | -------- |
| ー   | 長音     |
| 、   | 区切点   |
| ∟    | 段落     |
| （   | 下向括弧 |
| ）   | 上向括弧 |

## 現代社会での「通話表」
電子・通信技術と社会のインフラストラクチャーが進化した現代では、有線・無線通信ともに通話品質・音声の明瞭度が格段に向上している。一方で、いわゆる情報社会となり、アドレス（電子メールのアドレス、URLなど）、ユーザーID、認証コードなどの情報を通話によって交換する機会が増えている。聞き間違え・混乱を防ぐため、たとえば顧客へ電話サポートを行う各組織のコールセンターでは、通話者との文字の羅列の情報伝達・交換に、独自の通話表を揃えている場合も多い。
各組織の情報システムや社内運用規約において、聞き取り間違いの多い文字（日本語であれば、四つ仮名や数字の 9 とアルファベットの Q など）はユーザーIDや認証コードなどに使用しないよう制限して、（通話表を用いずとも）明瞭・簡潔に情報交換できるよう対応する場合もある。